# رویا جاویدنیا
رؤیا جاویدنیا (زاده ۱۰ مرداد ۱۳۴۴) بازیگر ایرانی است. او فعالیت حرفه‌ای خود را از سال ۱۳۸۴ آغاز کرد و با سریال‌های سایه‌بان و دل‌دار به اوج شهرت رسید. از نقش‌آفرینی‌های او می‌توان به گس (۱۳۹۱)، علفزار (۱۴۰۰)، تابستان همان سال (۱۴۰۲) و مجموعه‌های پوست شیر و آکتور (۱۴۰۱) نیز اشاره کرد.

## زندگی‌
رویا جاویدنیا، در ۱۰ مردادماه سال ۱۳۴۴ در تهران متولد شد. او فارغ‌التحصیل کارشناسی رشتهٔ هنرهای تجسمی شاخه سفال‌گری می‌باشد. آغاز فعالیت او در سینما با فیلم عصر جمعه (۱۳۸۴) و آغاز فعالیتش در تلوزیون با مجموعهٔ وضعیت سفید (۱۳۹۰) بود. او در فیلم گس (۱۳۹۱) به کارگردانی کیارش اسدی‌زاده بازی کرد؛ این فیلم در جشنواره رم ۲۰۱۳ جایزهٔ بهترین مجموعه بازیگران را دریافت کرد. او با بازی در سریال‌های سایه‌بان (۱۳۹۶) و دل‌دار (۱۳۹۸) به شهرت رسید.

## فیلم‌شناسی

### سینما
| سال  | نام فیلم                | کارگردان                   | نقش         |
| ---- | ----------------------- | -------------------------- | ----------- |
| ۱۳۸۴ | عصر جمعه                | مونا زندی حقیقی            | خانم حسینی  |
| ۱۳۸۴ | به آهستگی               | مازیار میری                |             |
| ۱۳۸۴ | باغ فردوس، پنج بعدازظهر | سیامک شایقی                |             |
| ۱۳۸۵ | مینای شهر خاموش         | امیرشهاب رضویان            |             |
| ۱۳۸۷ | شبانه‌روز                | امید بنکدار کیوان علی‌محمدی | بهار        |
| ۱۳۸۷ | بیداری                  | فرزاد مؤتمن                |             |
| ۱۳۸۷ | تردید                   | واروژ کریم مسیحی           |             |
| ۱۳۸۸ | چهل‌سالگی                | علیرضا رئیسیان             |             |
| ۱۳۸۹ | پنهان                   | مهدی رحمانی                | نازنین      |
| ۱۳۹۱ | گس                      | کیارش اسدی‌زاده             | سهیلا       |
| ۱۳۹۴ | وارونگی                 | بهنام بهزادی               | هما         |
| ۱۳۹۴ | به دنیا آمدن            | محسن عبدالوهاب             | پزشک زنان   |
| ۱۳۹۶ | در وجه حامل             | بهمن کامیار                | اقدس        |
| ۱۳۹۶ | بنفشه آفریقایی          | مونا زندی حقیقی            | ثریا        |
| ۱۳۹۷ | هفت و نیم               | نوید محمودی                | دکتر زنان   |
| ۱۴۰۰ | آزردگان                 | مهدی فرد قادری             |             |
| ۱۴۰۰ | علفزار                  | کاظم دانشی                 | همسر شهردار |
| ۱۴۰۰ | شهرک                    | علی حضرتی                  |             |
| ۱۴۰۰ | سه جلد                  | مهدی اسماعیلی              |             |
| ۱۴۰۲ | آدم فروش                | محمود کلاری                |             |

### مجموعه تلویزیونی
| سال       | نام سریال    | کارگردان                   | توضیحات |
| --------- | ------------ | -------------------------- | ------- |
| ۱۳۸۷–۱۳۹۰ | وضعیت سفید   | حمید نعمت‌الله              | شبکه ۳  |
| ۱۳۸۷–۱۳۹۳ | راه شیری     | مونا زندی حقیقی            | شبکه ۲  |
| ۱۳۹۱      | حیرانی       | امید بنکدار کیوان علی‌محمدی | شبکه ۲  |
| ۱۳۹۲      | داوران       | احمد امینی بیژن میرباقری   | شبکه ۱  |
| ۱۳۹۶      | سایه‌بان      | جمشید محمودی نوید محمودی   | شبکه ۲  |
| ۱۳۹۸      | دل‌دار        | جمشید محمودی نوید محمودی   | شبکه ۲  |
| ۱۳۹۹      | همبازی       | سروش محمدزاده              | شبکه ۲  |
| ۱۴۰۰      | بعد از آزادی | محمدعلی باشه آهنگر         | شبکه ۱  |
| ۱۴۰۰      | هم‌سایه       | محمدحسین غضنفری            | شبکه ۳  |
| ۱۳۹۸–۱۴۰۱ | گیلدخت       | مجید اسماعیلی              | شبکه ۲  |
| ۱۴۰۲      | نیکان        | علی سراهنگ                 | شبکه ۳  |
| ۱۴۰۳      | غریبه        | سروش محمدزاده              | شبکه ۳  |
| ۱۴۰۳      | هشت پا       | احمد معظمی                 | شبکه ۱  |
| ۱۴۰۳      | مرهم         | محمدرضا آهنج               | شبکه ۲  |

### نمایش خانگی
| سال  | نام مجموعه         | کارگردان       | نقش          |
| ---- | ------------------ | -------------- | ------------ |
| ۱۳۹۹ | سیاوش              | سروش محمدزاده  | سودابه       |
| ۱۳۹۹ | می‌خواهم زنده بمانم | شهرام شاه‌حسینی | زیور زندی    |
| ۱۴۰۰ | آمستردام           | مسعود قراگوزلو | ناهید        |
| ۱۴۰۱ | خون‌سرد             | امیرحسین ترابی | مادرِ آرزو    |
| ۱۴۰۱ | پوست شیر           | جمشید محمودی   | مادرِ صدرا    |
| ۱۴۰۱ | آکتور              | نیما جاویدی    | محشوریان     |
| ۱۴۰۲ | عقرب عاشق          | حسین سهیلی‌زاده | پوران آزادی  |
| ۱۴۰۳ | بازنده             | امین حسین‌پور   | ونوس افتخاری |

## جوایز
- نامزد دریافت سیمرغ بلورین بهترین بازیگر مکمل زن از چهل و دومین دوره جشنواره بین‌المللی فیلم فجر برای فیلم تابستان همان سال (۱۴۰۲)[۵]